# COVID-19 в Азербайджане
Распространение COVID-19 в Азербайджане началось 24 февраля 2020 года, когда был зарегистрирован первый случай заражения коронавирусной инфекцией COVID-19 в стране.
С 24 февраля 2020 по 14 марта 2022 было зарегистрировано 791404 случаев заболевания, за этот период от болезни скончалось 9211 человек. В Азербайджане вакцинация от COVID-19 началась 18 января 2021 года, ранее, чем в других странах Закавказья.

## Хронология распространения
28 февраля Оперативный штаб подтвердил первый случай заражения коронавирусом (COVID-19) на территории Азербайджана, которым оказался гражданин Российской Федерации приехавший из Исламской Республики Иран.
29 февраля Азербайджан на две недели закрыл границу с Ираном.
12 марта был зафиксирован первый случай смерти: Гражданка Азербайджана, 1969 года рождения, вернувшаяся из Исламской Республики Иран страдала от аутоиммунного заболевания красной волчанки, люпус-нефрит 4-го класса и последней стадией хронической легочной недостаточности.
10 января 2022 года впервые был выявлен штамм омикрон у 12 человек.
К концу сентября 2023 года было зарегистрировано 832 809 случаев инфицирования. 822 263 человек выздоровело. 10 321 человек скончался. Число активных больных составляло 225 человек. Всего проведено 7 млн 684 тыс. 217 тестов на коронавирус.

## Правительственные меры

### 2020
Самыми ранними превентивными мерами можно считать ограничения, введенные в январе 2020 года. 23 января Государственный таможенный комитет Азербайджана усилил проверки на границах из-за вируса, включающие в себя термометрию, медицинское обследование, визуальный осмотр, тепловизоры и другие диагностические методы.
29 января были приостановлены авиарейсы между Баку и Китаем.
27 февраля при Кабинете министров был создан Оперативный штаб по предотвращению угрозы распространения вируса SARS-CoV-2. В тот же день в стране были развернуты специальные лаборатории, а на границе с Ираном размещены мобильные госпитали.
29 февраля после выявления первого случая болезни COVID-19 Пограничная служба Азербайджана закрыла границу с Ираном.

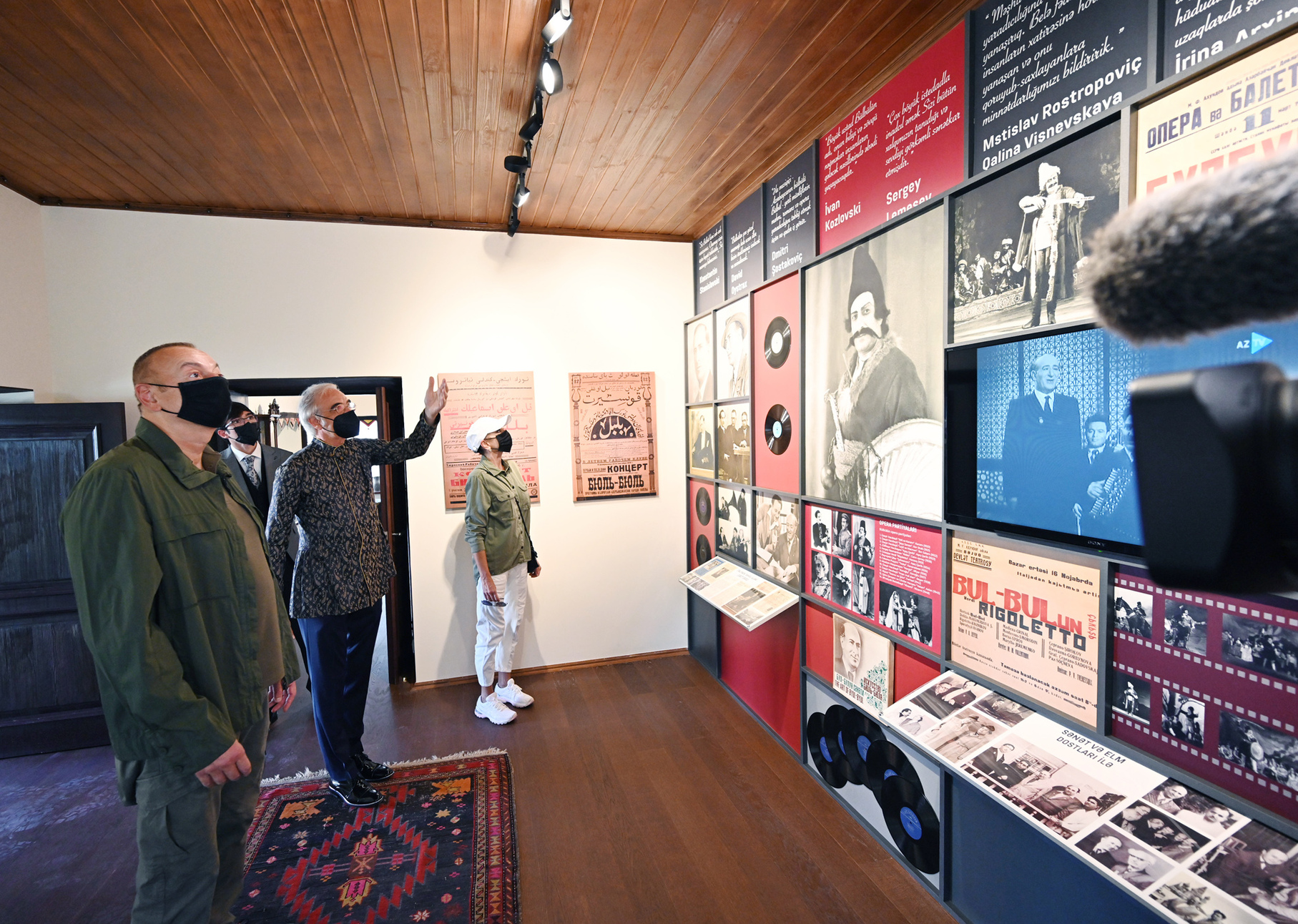
Ильхам Алиев, Мехрибан Алиева и Полад Бюльбюль оглы в защитных масках на открытии дома-музея Бюль-Бюля после реставрации Август 2021

2 марта в целях предотвращения распространения инфекции учёба в учебных заведениях и другие связанные с этим учреждениями мероприятия были приостановлены на срок с 3 по 9 марта.
4 марта Азербайджан ограничил пропуск в страну грузовиков из Ирана. Грузовые автомобили, въезжающие в Азербайджан из Ирана, продолжали путь в сопровождении сотрудников полиции.
5 марта между Азербайджаном и Казахстаном по инициативе последнего были запрещены транзитные грузо- и пассажироперевозки из Ирана.
7 марта от таможенной пошлины был освобожден ввоз бахил, стерильных и нестерильных перчаток, медицинских масок для хирургической операции, процедурных масок и респираторов. В тот же день приостановление функционирования учебных заведений было продлено до 27 марта.
12 марта было приостановлено оформление электронных виз ASAN Viza, вынесен запрет на курение кальяна во всех общественных объектах общепита, а также объявлено, что в отношении лиц, распространяющих ложную информацию о ситуации с коронавирусом в стране, будут приняты правовые меры.
13 марта Азербайджан и Грузия на 10 дней закрыли общую границу для всех видов транспорта. Кроме того были введены временные ограничения на поездки железнодорожным транспортом для граждан Азербайджана в направлении Баку — Тбилиси и для иностранных граждан в направлении Тбилиси — Баку. В тот же день в Азербайджан в целях консультирования по борьбе с инфекцией прибыла экспертная делегация ВОЗ, после чего в стране было принято решение о введении «режима самоизоляции», в рамках которого в стране был введён запрет на проведение свадеб и других массовых мероприятий, запрет на посещение пациентов родственниками во всех медицинских учреждениях, на деятельность культурных объектов, театров, музеев, кинотеатров, развлекательных, спортивных и других сопутствующих объектов, а также специальные инструкции для кафе, ресторанов, магазинов, торговых центров, общественного транспорта.
14 марта с 00.00 15 марта были временно приостановлены взаимные поездки граждан Турции и Азербайджана воздушным и сухопутным путем, была закрыта общая граница для предотвращения распространения коронавируса. Также были закрыты для посещения центры ASAN и некоторые туристические достопримечательности, в числе которых храм огня Атешгях, Янардаг и Дворец шекинских ханов. Были прекращены авиарейсы в некоторые города Средней Азии, Европы и Ближнего Востока.
17 марта было запрещено посещение мечетей и мест поклонения. На следующий день было приостановлено также и массовое богослужение в православных храмах Азербайджана.
С 18 марта было приостановлено транспортное сообщение между Азербайджаном и Россией. Запрет на въезд в Россию не касался водителей грузовиков, дипломатов и тех, кто проживает в России постоянно. Закрыты погранично-пропускные пункты на границе между Азербайджаном и Россией.
С 19 по 29 марта решением Оперативного штаба был ограничен въезд автомобилей, зарегистрированных в городах и районах республики, и их пассажиров в Баку, Сумгаит и Апшеронский район, за исключением автомобилей спецназначения, скорой помощи, аварийно-восстановительных, спасательных служб, а также грузовых автомобилей.
С 19 марта 2020 года в стране функционировал официальный сайт о COVID-19 (koronavirusinfo.az), информировавший о текущем состоянии дел по борьбе с вирусом в Азербайджане, статистикой по заражениям, а также рекомендациями для населения и чат с оператором для дополнительной информации.
Также с 19 марта начал функционировать Фонд поддержки борьбы с коронавирусом, в который мгновенно стали перечислять средства банки, крупные предприятия, учреждения и различные организации. Было решено выделить из резервного фонда президента на борьбу с COVID-19 дополнительно 20 миллионов манатов.
20 марта из государственного бюджета был выделен один миллиард манат на финансирование мер по снижению негативного влияния пандемии коронавируса и вызванных ею резких колебаний, происходящих на мировых энергетических и фондовых рынках.
С 22 марта время работы кафе, ресторанов, чайных, интернет-клубов и других предприятий общественного питания, действующих на территории Азербайджана, было установлено с 09:00 до 15:00.
С 23 марта в стране были закрыты все моллы и крупные торговые центры. В тот же день было принято решение о вводе особого режима карантина, по условиям которого лицам старше 65 лет запрещается выходить из дома. В отношении нарушивших режим лиц был введён штраф в зависимости от последствий нарушения. По всему Азербайджану были приостановлены междугородние пассажирские перевозки вне зависимости от формы собственности. В Баку был введён специальный маршрут экспресс-автобусов с остановками на каждой станции метро. Особый режим карантина запрещал собрания количеством больше десяти человек.

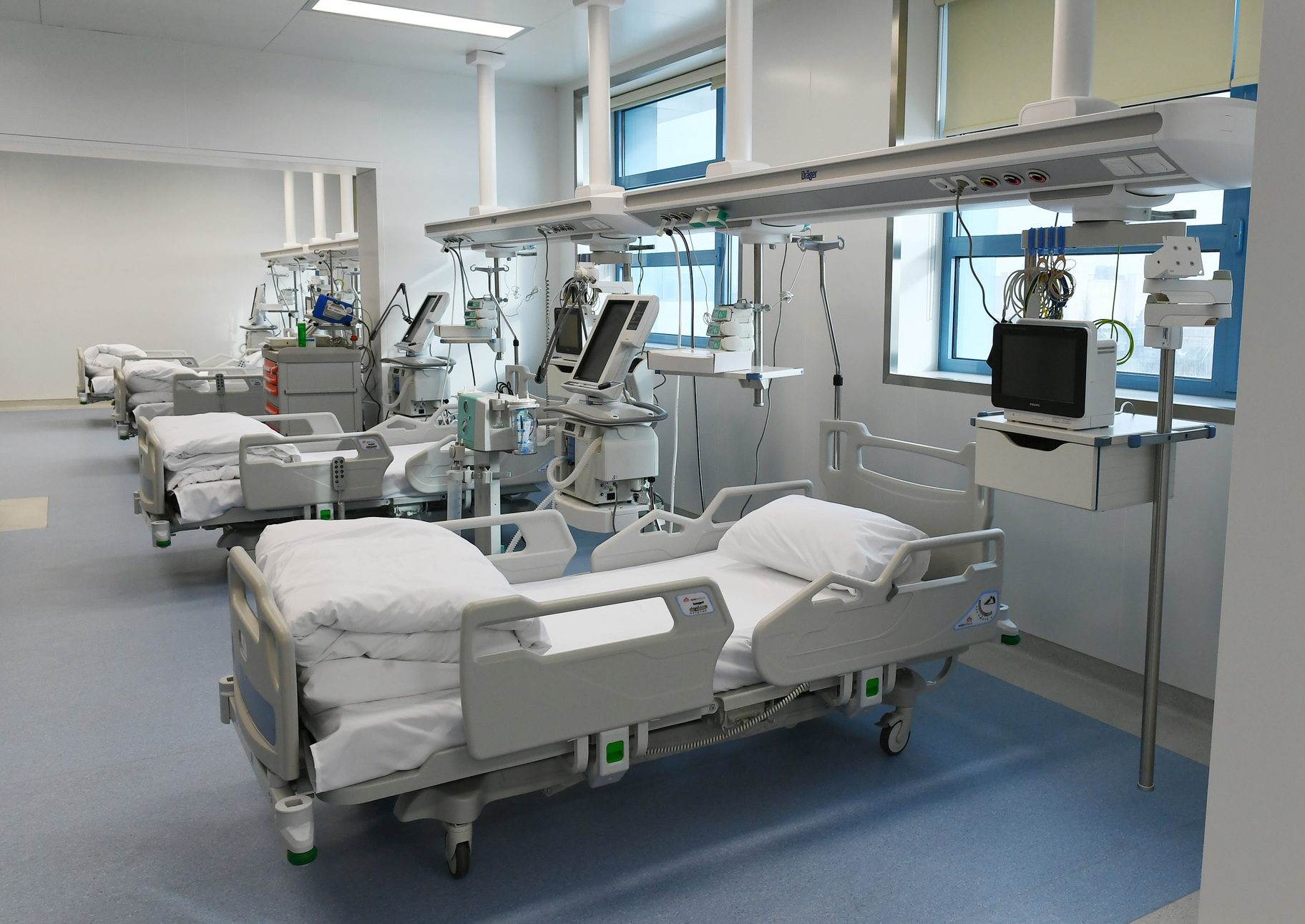
Больничные койки в медицинском учреждении «Ени клиника» в Баку в день открытия 28 марта 2020 года. Здесь временно с 29 марта проходят лечение больные, заразившиеся коронавирусом с тяжелыми симптомами

7 мая в Баку был открыт первый больничный комплекс модульного типа вместимостью 100 палат и 200 коек.
С 18 мая в Азербайджане был смягчён особый карантинный режим. Было разрешено восстановление деятельности многих объектов.
С 00:00 18 мая 2020 года в Баку, Сумгаите, Гяндже, Лянкяране и Абшеронском районе:
- отменена система получения разрешения на выход из дома по SMS, путем регистрации на портале icaze.e-gov.az или по справке с места работы
- отменено ограничение на вход на бульвары, в парки и места отдыха при условии, что в одном месте не будет собираться больше 10 человек
- возобновлено обслуживание клиентов в ресторанах, кафе, чайных домах, а также на всех объектах общепита с 08:00 до 18:00.

29 мая ограничение на въезд и выезд через государственную границу продлено до 31 мая 2020 года. Особый карантинный режим был продлён до 15 июня.
В пассажирском транспорте и других общественных местах был введён обязательный масочный режим.
С 31 мая:
- в Баку, Сумгаите, Гяндже, Лянкаране и Абшеронском районе отменено ограничение численности работников государственных учреждений
- возобновлена деятельность крупных торговых центров и Mall-ов (за исключением деятельности детских и других развлекательных центров, кинотеатров, заведений общественного питания при них)
- разрешена организация спортивных соревнований на открытом воздухе без участия зрителей
- обслуживание на месте клиентов в ресторанах, кафе, чайных домах, а также во всех заведениях общественного питания в Баку, Сумгаите, Гяндже, Лянкяране и Абшеронском районе разрешено с 08:00 до 22:00 (за исключением проведения массовых праздников, церемоний при участии более 10 человек, употребления в указанных местах кальяна).[45]

2 июня введены административные штрафы от 30 до 235 долларов за неношение медицинских масок.
4 июня все аэропорты Азербайджана были закрыты до 1 июля, и с этой даты не принимали регулярных рейсов.
В связи с ростом числа заражённых коронавирусом карантинный режим был ужесточён.
В выходные дни начиная с 00.00 6 июня на территории Баку, Сумгаита, Гянджи, Ленкораня и Абшеронского полуострова была приостановлена деятельность всех сфер торговли и услуг, а также движение общественного транспорта и автомобилей (за исключением автомобилей скорой помощи и спецмашин). В указанный период жителям этих городов было запрещено покидать место проживания.
С 0.00 21 июня до 6.00 5 июля в Баку, Сумгаите, Джалилабаде, Гяндже и Абшеронском районе был введён строгий карантинный режим. Деятельность крупных торговых центров, музеев, объектов общественного питания, парикмахерских и салонов красоты была приостановлена.
11 ноября в Азербайджане был вновь объявлен жёсткий карантин. Специальный карантинный режим был продлён до 06:00 28 декабря. Было продлено закрытие Бакинского метро до 06:00 28 декабря 2020 года.
С 00:00 21 ноября по 06:00 28 декабря по выходным на территории Азербайджана не работал общественный транспорт.
С 21 ноября и по 28 декабря по всей стране в субботу и воскресенье было приостановлено оказание услуг во всех объектах, кроме аптек и продуктовых магазинов.
При этом, были возобновлены перелёты по маршруту Баку — Нахичевань. Для перелёта необходимо было предоставить отрицательный тест на COVID-19.

### 2021
С 1 января 2021 года импорт вакцин от COVID-19 был освобождён от НДС сроком на 2 года.
С 29 сентября было возобновлено очное обучение в высших, средних специальных и профессиональных учебных заведениях, а также в 5 — 11 классах общеобразовательных школ. Допуск студентов, и преподавателей был разрешён при наличии COVID-паспортов.
С 1 октября была возобновлена деятельность мест отдыха и развлечений, объектов культуры (в том числе кинотеатров, театров, библиотек, концертных залов) при условии их заполняемости не свыше 50 %.
Также с 1 октября при междугородних автобусных либо железнодорожных перевозках было введено требование наличия COVID-паспорта. При этом, чтобы воспользоваться услугами междугороднего железнодорожного и автобусного сообщения, у пассажира к 1 октября должна быть введена первая доза вакцины против COVID-19, к 1 ноября — вторая доза вакцины.
Деятельность возобновляемых сфер работ и услуг разрешена до 00:00. Услугами данных сфер в закрытых помещениях могут воспользоваться лица старше 18 лет, только при наличии COVID — паспорта, либо сертификата о наличии противопоказаний к вакцинации от COVID-19.
При этом, 80 % сотрудников разрешённых объектов должны пройти вакцинацию, и иметь COVID-паспорт.
С 1 октября была разрешена перевозка пассажиров в общественном транспорте в выходные дни.
В ноябре школы, в которых выявлены случаи коронавируса, должны были закрыты на карантин, и обучающиеся должны были быть переведены на дистанционное обучение. С начала учебного 2020/21 года очные занятия были приостановлены в 61 школе.
На декабрь 2021 года в стране ежемесячно производилось 6 млн единиц медицинских масок.
Сухопутная граница для граждан была по-прежнему закрыта. Въезд граждан через сухопутную границу на территорию АР был возможен только по специальному разрешению Кабинета Министров.
В 2021 году в Азербайджан было поставлено 16 млн. 937 790 доз вакцин.

### 2022
В 2022 году в Азербайджан планировалось поставить 3,2 млн доз вакцины CoronaVac и 80 тысяч доз вакцины Спутник V.
С 1 февраля 2022 года сотрудники медицинских, фармацевтических организаций, сферы услуг должны были быть привиты двумя дозами вакцины, либо иметь сертификат о противопоказаниях, либо, если они переболели и присутствует иммунитет, документ о перенесённом коронавирусе.
С 15 февраля 2022 года сотрудники всех государственных органов и государственных учреждений, работники научных и образовательных учреждений, лица старше 18 лет, обучающиеся в ВУЗах и средних специальных образовательных учреждениях, были обязаны иметь сертификат о вакцинации (либо сертификат о противопоказаниях к вакцинации).
Была рекомендована вакцинация подростков от 12 до 18 лет.
С 6 марта были отменены количественные ограничения на присутствие граждан в различных общественных местах (кафе, аэропорты, прочее). Было разрешено проведение массовых мероприятий. При этом, сохранено требование наличия маски и сертификата о вакцинации.
С 9 марта в Азербайджане началась третья фаза клинических испытаний вакцины Turkovac.
С 19 марта 2022 года было возобновлено движение электропоездов Баку — Гянджа.
С 29 апреля 2022 года было открыто движение грузового транспорта на погранично-пропускном пункте Тагиркент-Казмаляр на границе между Азербайджаном и Россией.
С 1 мая 2022 года отменено обязательное ношение масок в закрытых помещениях.

### 2023
21 февраля 2023 года карантинный режим продлён до 1 мая 2023 года. 27 марта 2023 года отменено требование наличия COVID-паспортов внутри страны и для въезда в страну.
Начиная с 17 июля 2023 года, статистика по коронавирусу предоставлялась в средствах массовой информации не в ежедневном, а в еженедельном формате.
11 марта 2024 года срок особого карантинного режима был продлён до 06:00 1 июля 2024 года.
В период пандемии в стране было развернуто 46 больниц модульного типа для лечения больных коронавирусом. На июнь 2023 года деятельность больниц модульного типа свёрнута в связи с резким уменьшением числа активных больных и завершением пандемии.

### Эвакуация граждан
1 февраля 6 граждан Азербайджана были эвакуированы из Китая вместе с гражданами Турции, размещены на 14-дневный карантин на территории Турции, после чего вернулись в Азербайджан.
18 марта Национальный авиаперевозчик Азербайджана выполнил два чартерных рейса в Баку из Стамбула и Рима, которыми было доставлено 230 и 161 граждан Азербайджана соответственно. Ранее были выполнены четыре чартерных рейса, которыми из Турции были привезены 868 граждан Азербайджана. В тот же день были выполнены три чартерных рейса для доставки из Москвы граждан Азербайджана. В общей сложности из России был доставлен 171 гражданин Азербайджана.
22 марта из международного аэропорта «Шереметьево» в Москве эвакуированы 34 граждан Азербайджанской Республики.
24 марта рейсы из Нью-Йорка и Стамбула доставили 230 граждан Азербайджана в страну.
В целом, с 15 марта в Азербайджан воздушным транспортом со всего мира были доставлены около 10 тысяч пассажиров.
14 мая чартерный рейс из Киева доставил в Баку 197 граждан.
19 мая чартерный рейс из Берлина доставил в Баку 188 граждан.
21 мая чартерный рейс из Варшавы доставил в Баку 100 граждан.
22 мая чартерный рейс из Стамбула доставил в Баку 178 граждан.
3 июня жители Азербайджана в количестве 375 человек перешли границу в порядке очередности и вернулись на родину из Дагестана.
16 июня еще 150 жителей Азербайджана перешли границу в порядке очередности и вернулись на родину из Дагестана.

### Отмена мероприятий
3 марта 2020 года был отложен первый тур Кубка Баку по шоссейным велогонкам, который должен был пройти 7-8 марта, а также перенесены игры чемпионата Азербайджана по баскетболу.
10 марта были отменены все запланированные праздничные мероприятия, связанные с праздником Новруз.
13 марта были отменены финальные соревнования Кубка мира FIG по спортивной гимнастике, которые должны были пройти в Баку в следующие два дня.
14 марта был отменён чемпионат Европы по карате, запланированный на 25-29 марта.
14 марта был также отменён 7-й открытый турнир по художественной гимнастике на призы Яны Батыршиной, запланированный на 17-19 апреля.
17 марта 2020 года УЕФА объявил, что проведение Евро-2020 (Азербайджан является одной из принимающих стран) будет отложено на год из-за пандемии коронавируса в Европе в 2020 году. В этот же день все футбольные клубы страны приостановили свою деятельность на неопределенный срок.
22 марта Азербайджан отказался от проведения Гран-При в Азербайджане, запланированного на 7 июня, объяснив это тем, что подготовка городской трассы требует больших затрат и должна начаться уже в апреле, а в случае более поздней отмены гонки деньги будут потрачены впустую.
9 июня пресс-служба фестиваля заявила, что музыкальный фестиваль «Жара» в Баку перенесен, он пройдет с 28 июля по 1 августа в 2021 году в связи с ситуацией с коронавирусом.
12 июня 2020 года на сайте автогоночной серии появилось сообщение о том, что три этапа чемпионата «Формулы-1» — в Азербайджане, Сингапуре и Японии, не состоятся в 2020 году из-за пандемии коронавируса.

## Экономические последствия
Пандемия привела к тяжёлым последствиям для экономики страны. Около 1,2 млн человек потеряло работу из-за пандемии и карантина. Особенно пострадали туристическая отрасль, промышленность и розничная торговля.

## Помощь другим странам
7 марта 2020 года правительство Азербайджана выделило Ирану 5 миллионов долларов США для борьбы с коронавирусом.
10 апреля в Грузию, в город Марнеули доставили гуманитарную помощь (600 мешков с продуктами) из Азербайджана.
30 апреля 2020 года Азербайджан пожертвовал Всемирной организации здравоохранения и китайским городам Сиань и Маньян по 5 миллионов долларов США, а также направил гуманитарную помощь Боснии и Герцеговине для борьбы с коронавирусом.
6 декабря 2021 года Азербайджан отправил 100 000 доз вакцин CoronaVac (SINOVAC) Буркина-Фасо.
Поставлено 110 тонн медицинского кислорода в Ставрополь. Планировалась поставка ещё 110 тонн. В целом контракт предусматривал поставку 1 000 тонн.
Помимо финансовых, гуманитарных и медицинских пожертвований другим странам и организациям, Азербайджан также продемонстрировал свою солидарность с государствами, борющимися с пандемией коронавируса. По инициативе Фонда Гейдара Алиева ежедневно с 3 апреля на фасаде здания центра Гейдара Алиева проецировался флаг одного из государств, столкнувшегося с COVID-19. Видеопроекцию сопровождала национальная музыка этих стран. Здание окрашивалось в цвета флагов Франции, Германии, Испании, России, Ирана, Италии, Турции, Великобритании, Китая, США, Грузии, ЕС и ВОЗ.